# McLaren Elva
Supercar
La McLaren Elva est une barquette sportive produite par le constructeur automobile britannique McLaren à partir de 2020 en édition limitée à 149 exemplaires.

## Présentation

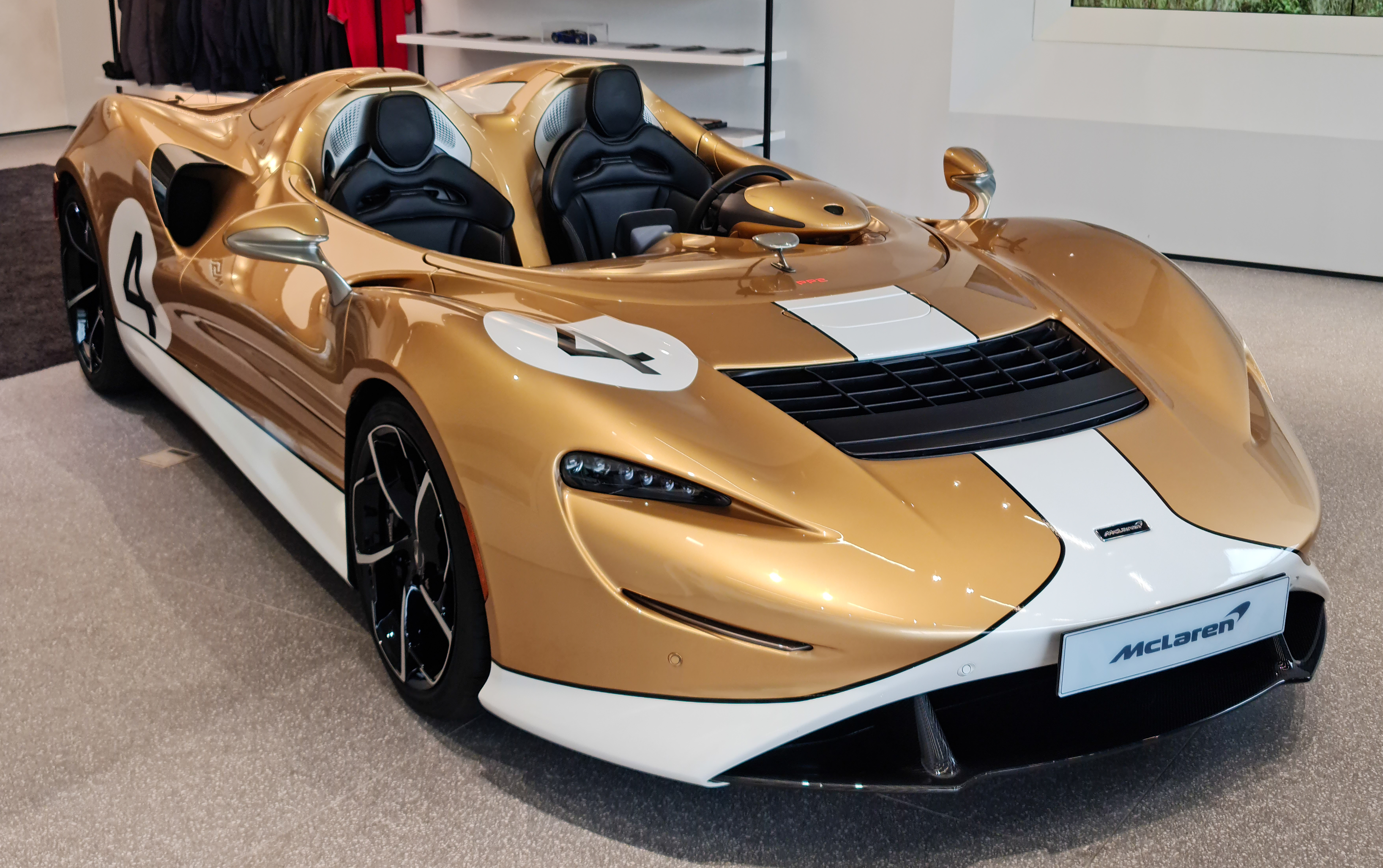
McLaren Elva.

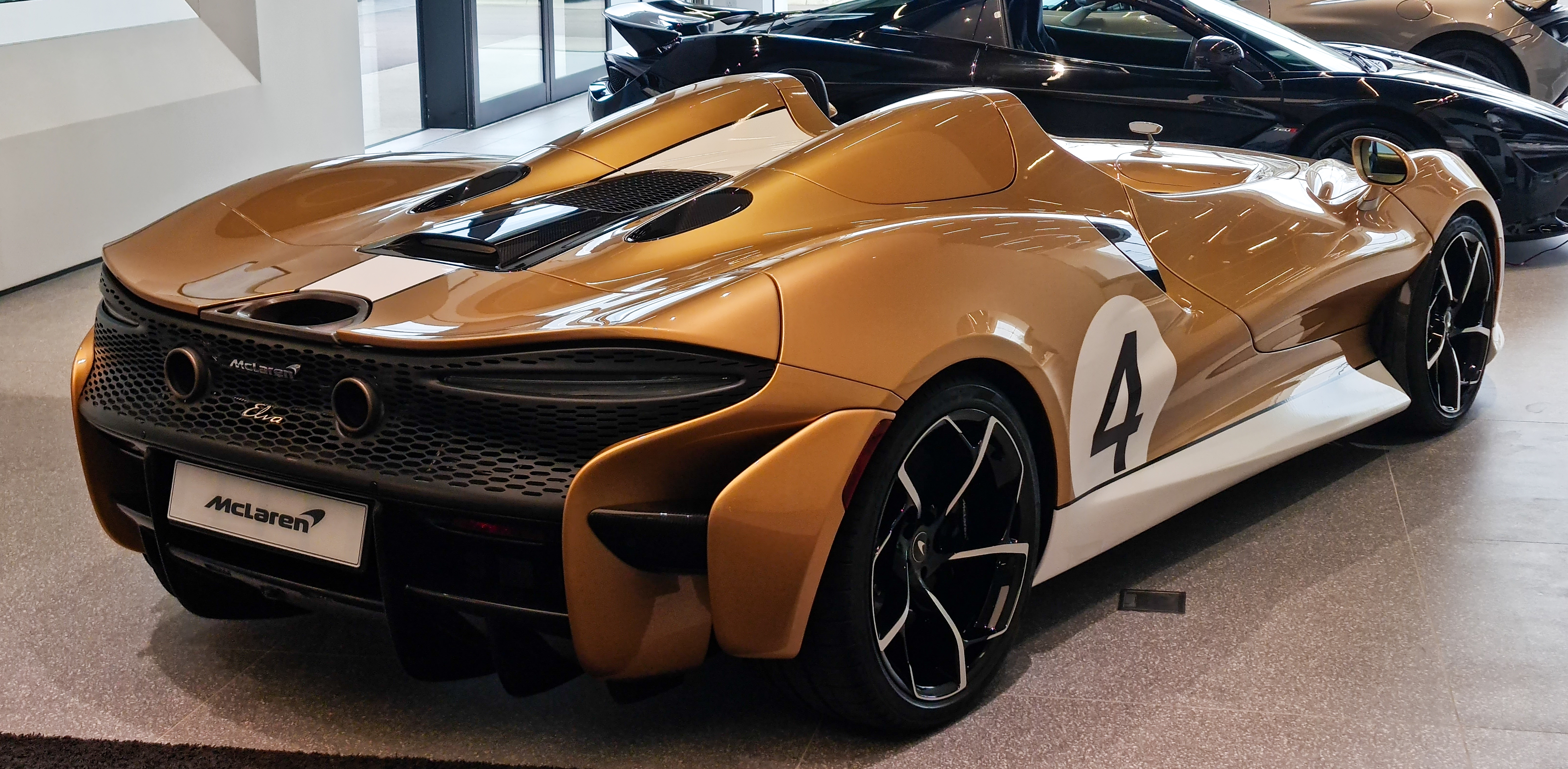
McLaren Elva.

La McLaren Elva est dévoilée le 13 novembre 2019. Son nom fait référence au constructeur automobile anglais Elva Cars Ltd, dirigé par Frank G. Nichols, avec qui Bruce McLaren produisit à partir de 1964 des répliques de sa première barquette de course M1A, alors appelé McLaren-Elva M1A. McLaren Automotive a racheté les droits sur la marque pour la production de la McLaren Elva.
Elle fait partie de la gamme « Ultimate Series » de la marque britannique, comme les récentes Senna (2017) et Speedtail (2018), elle est vendue au tarif de 1,7 million d'euros, et sa production est limitée initialement à 399 exemplaires, puis en avril 2020 McLaren annonce limiter la production de l'Elva à 249 exemplaires. Finalement, en septembre 2020, le constructeur annonce que 149 exemplaires de l'Elva seront produit.

## Caractéristiques techniques
L'Elva est une barquette à 2 places dénuée de toit, de vitrages latéraux et de pare-brise, concurrente des Ferrari Monza SP1 et SP2 dévoilées un an auparavant. Elle peut recevoir un saute-vent de 15 cm en option.
Le châssis et la carrosserie sont en fibre de carbone, tout comme les sièges baquets et elle est dotée d'un fond complètement plat pour créer un effet de sol sous la voiture. Le double bosselage derrière les sièges permet de ranger deux casques.
Elle est équipée de freins en céramique, d’une suspension active hydraulique, d’une direction électro-hydraulique et d’une aérodynamique active. À l'arrière, deux sorties d'échappement sont situées au-dessus du compartiment moteur, comme la McLaren 600LT, et deux autres sont placées entre les feux arrière.
Pour être commercialisée et homologuée aux États-Unis, la McLaren Elva est dotée d'un pare-brise en carbone par la division MSO (McLaren Special Operations).

### Technologie
Un système de gestion active des remous d'air nommé Active Air Management System permet de canaliser l’air venant de l'avant pour le dévier au-dessus des passagers[source insuffisante].
À l'intérieur, l'Elva bénéficie d'une dalle numérique pour l'instrumentation et d'un écran tactile de 8 pouces pour la navigation et l'info-divertissement.

### Motorisation
La barquette est motorisée par le V8 bi-turbo de la Senna poussé à 815 ch, accouplé à une boîte de vitesses séquentielle à sept rapports.

## McLaren Elva Gulf Theme
La McLaren Elva Gulf Theme est un modèle unique présentée en octobre 2020 pour célébrer le partenariat conclu entre McLaren et la compagnie pétrolière Gulf.